# Noršić Selo
Noršić Selo je naselje koje se nalazi u sastavu Grada Samobora, Zagrebačka županija. Površina naselja iznosi 11,82 km2. Selo se smjestilo u podnožju 721 m visokog vrha Noršićka Plešivica, popularne destinacije među planinarima.

## Stanovništvo
Prema popisu stanovništva iz 2011. godine, naselje je imalo 135 stanovnika te 44 obiteljskih kućanstava.
| broj stanovnika | 132   | 164   | 179   | 218   | 193   | 293   | 203   | 336   | 371   | 368   | 343   | 316   | 214   | 195   | 167   | 135   | 89    |
|                 | 1857. | 1869. | 1880. | 1890. | 1900. | 1910. | 1921. | 1931. | 1948. | 1953. | 1961. | 1971. | 1981. | 1991. | 2001. | 2011. | 2021. |

## Znamenitosti
- Crkva sv. Duha